# Liste der württembergischen Gesandten in Österreich

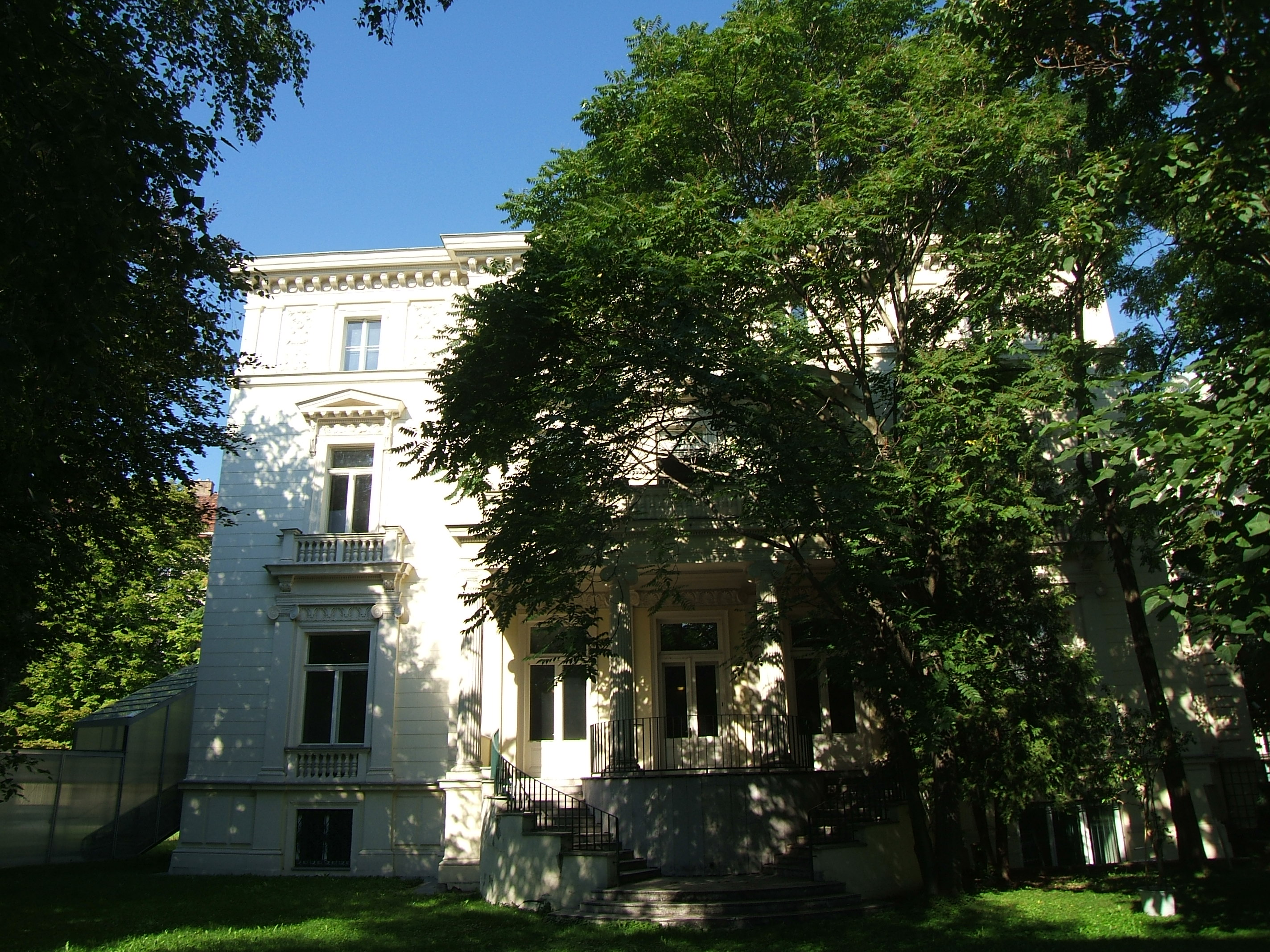
Palais Württemberg im 9. Wiener Gemeindebezirk Alsergrund, heute katarische Botschaft

Dies ist die Liste der bevollmächtigten Minister und/oder außerordentlichen Gesandten des Herzog-, (ab 1803) Kurfürstentums und (ab 1806) Königreichs Württemberg in Österreich.

## Geschichte
Neben der Gesandtschaft in Wien bestanden auch zeitweilig württembergische Konsulate in Triest (1823–1850), Wien (1843–1872), Venedig (1847–1854) und Budapest (1868–1872).

## Missionschefs
nach 1650: Aufnahme diplomatischer Beziehungen
| Amtszeit  | Name                                                     | Anmerkungen | Bild   |
| --------- | -------------------------------------------------------- | --- | ------ |
| …         |                                                          | |        |
| 1711–1732 | Johann Heinrich Schütz von Pflummern (1665 o. 1669–1732) | Württembergischer Gesandter in Regensburg (1715–1732)                                                            |        |
| 1737–1747 | Christoph Dietrich von Keller (1699–1766)                | Württembergischer Gesandter in Paris (1747–1750)                                                                 |        |
| …         |                                                          | |        |
| 17??–1774 | Ludwig Karl Eckbrecht von Dürckheim (1733–1774)          | |        |
| …         |                                                          | |        |
| 1784–1794 | Albrecht Jakob von Bühler (1722–1794)                    | |        |
| 1794–1804 | Christoph Albrecht von Bühler (1752–1808)                | |        |
| 1804–1806 | Friedrich Ludwig III. Truchsess zu Waldburg (1776–1844)  | Württembergischer Gesandter in Paris (1806–1808)                                                                 |        |
| 1806–1809 | Paul Joseph von Beroldingen (1754–1831)                  | |        |
| 1809–1810 | unbesetzt                                                | |        |
| 1810–1813 | Paul Joseph von Beroldingen (1754–1831)                  | (2. Amtszeit) |        |
| 1813–1814 | unbesetzt                                                | |        |
| 1814–1816 | Paul Joseph von Beroldingen (1754–1831)                  | (3. Amtszeit) |        |
| 1816–1818 | Heinrich Levin von Wintzingerode (1778–1856)             | Württembergischer Gesandter in Sankt Petersburg (1813–1816), in Berlin (1823–1825) und Außenminister (1819–1823) | Wappen |
| 1818–1821 | Karl August von Mandelsloh (1788–1852)                   | Württembergischer Gesandter in Frankfurt am Main (1816–1818), in London (1821–1840)                              |        |
| 1821–1827 | Friedrich August Gremp von Freudenstein (1783–)          | Württembergischer Gesandter in München (1815–1816), in Karlsruhe (1816–1817), in Sankt Petersburg (1817–1818)    |        |
| 1827–1829 | Ferdinand Ludwig von Zeppelin (1772–1829)                | Württembergischer Gesandter in Paris (1814–1815) und Außenminister (1811–1814)                                   | Wappen |
| 1830–1841 | Ludwig Heinrich August Blomberg zu Sylbach (1790–1857)   | Württembergischer Gesandter in Frankfurt am Main (1846–1848)                                                     |        |
| 1841–1843 | Karl August von Mandelsloh (1788–1852)                   | (2. Amtszeit) |        |
| 1843–1852 | Franz a Paula von Linden (1800–1888)                     | Württembergischer Gesandter in Berlin (1852–1866)                                                                |        |
| 1852–1855 | Karl Eugen von Hügel (1805–1870)                         | Württembergischer Gesandter in London (1841–1848), in Berlin (1850–1852) und Außenminister (1855–1864)           |        |
| 1855–1866 | Adolf von Ow-Wachendorf (1818–1873)                      | Württembergischer Geschäftsträger in Sankt Petersburg (1854–1855), in Bern (1867–1871)                           |        |
| 1866–1872 | Otto Thumb von Neuburg (1817–1906)                       | Württembergischer Geschäftsträger in Karlsruhe (1852–1866), in Berlin (1881–1886)                                |        |
| 1872–1881 | Fidel von Baur-Breitenfeld (1834–1886)                   | Württembergischer Gesandter in Berlin (1881–1886)                                                                |        |
| 1881–1893 | Eugen von Maucler (1841–1907)                            | Württembergischer Gesandter in Sankt Petersburg (1873–1881)                                                      |        |
| 1893–1894 | Axel Varnbüler von und zu Hemmingen (1851–1937)          | Württembergischer Gesandter in Sankt Petersburg (1891–1893)                                                      |        |

1894: Auflösung der Gesandtschaft